# Stackarsramsor
Stackarsramsor var en stillbildsanimerad TV-serie som ursprungligen visades i SVT 2 under perioden 5 oktober–30 november 1985, som ett inslag i barnprogrammet Lördagsgodis. Programmet bygger på Allan Edwalls visor från albumet Ramsor om dom och oss från 1982, som illustrerats av  Cecilia Torudd. Varje ramsa är rimmande, och handlar om barn som råkar illa ut på något sätt. Vissa av barnen är baserade på historiska personer.